# Thornton, West Yorkshire
Thornton är en by som ligger väster om staden Bradford, i distriktet Bradford, i grevskapet West Yorkshire, i England. Byn Thornton ligger väster om Bradford, och tillsammans med grannbyn Allerton. Thornton har en total bofast befolkning med 15 003 invånare. Byns mest berömda invånare var familjen Brontë. I centrum finns det karakteristiska utseendet för en by i Penninerna kvar, med stenhuse. Civil parish hade 6 097 invånare år 1951. Byn nämndes i Domedagsboken (Domesday Book) år 1086, och kallades då Torenton/Torentone.